# ریچارد وی. آندره
ریچارد ورنون آندره (به انگلیسی: Richard V. Andree) (زاده ۱۶ دسامبر ۱۹۱۹ – درگذشته ۸ مه ۱۹۸۷) یک ریاضی‌دان و دانشمند رایانه آمریکایی بود.
آندری به مدت ۳۷ سال در دانشگاه اکلاهما تدریس کرد و تا زمان مرگش به عنوان استاد ممتاز در آنجا خدمت کرد. او و همسرش جوزفین انجمن افتخاری ریاضیات مو آلفا تتا را تأسیس کردند. آندرi کتابی در مورد جبر انتزاعی با عنوان انتخاب‌هایی از جبر انتزاعی مدرن نوشت که برای اولین بار در سال ۱۹۵۸ منتشر شد. او همچنین کتاب‌های معماهای متعددی درباره رمزنگاری را با هزینه خود نوشت و منتشر کرد. آندره و شاگردانش زبان برنامه‌نویسی ALPS را برای رایانه بندیکس جی-۱۵ توسعه دادند.
برای چندین سال در اواخر دهه ۱۹۶۰ و تا دهه ۱۹۷۰، آندره یک مدرسه تابستانی را برای معلمان دبیرستان در اکلاهما اداره کرد تا آنها را در معرض رایانه قرار دهد. در این مدرسه تابستانی معلمان از سراسر ایالت می آیند و دوره‌های کوتاه برنامه‌نویسی را در فرترن یا بیسیک می‌گذرانند. او همچنین برای صاحبان مشاغل محلی که می‌خواهند با رایانه‌ها و نحوه استفاده از آن در تجارت خود آشنا شوند، آزمایشگاه‌های مطالعه رایانه‌ای در عصر و شب برگزار کرد. 
آندره در سازمان ملی ریاضی دانشگاهی پی مو اپسیلون فردی تأثیرگذار بود و به عنوان رئیس، منشی خزانه‌داری و سردبیر مجله آنها خدمت می‌کرد. جوایز ریچارد وی. آندره توسط این سازمان به دانشجویانی اعطا می‌شود که مقاله‌های آنها در مجله پی مو اپسیلون دارای بهترین محتوا برای سال ارزیابی شده است.